# Назаров Віктор Олександрович
Ві́ктор Олекса́ндрович Наза́ров (18 березня 1893 — 26 вересня 1961) — український радянський інженер-гідролог, доктор технічних наук, професор, завідувач кафедри гідрології суші Київського національного університету імені Тараса Шевченка.

## Біографія
Народився 18 березня 1893 року в місті Сатка, тепер Челябінської області, Росія. Закінчив 1922 року Петроградський інститут інженерів шляхів сполучення. Працював у системі Гідрометслужби України, займався гідрологічними прогнозами, у 1946–1949 роках очолював Київську науково-дослідну гідрологічну обсерваторію. У Київському університеті працював на географічному факультеті у 1949–1961 роках завідувачем кафедри гідрології суші (тепер гідрології та гідроекології). З 1956 року присвоєно вчене звання професора. Сфера наукових досліджень: режим стоку річок України, розробка методів гідрологічних прогнозів. Проводив дослідження, пов'язані з вирішенням важливих народногосподарських проблем (будівництво Дніпровської ГЕС, обводнення Донбасу і Криворіжжя та інше). Разом з Є. В. Оппоковим та А. В. Огієвським розробив методи прогнозів висоти весняної повені Дніпра та його приток. Зробив значний внесок у становлення гідрологічного прогнозування в Україні. Учасник Великої вітчизняної війни. 

## Нагороди і відзнаки
Нагороджений орденом Червоної Зірки.

## Наукові праці
Автор понад 50 наукових праць, 12 праць з прогнозування рівня води річок України, 10 гідрологічних нарисів річок УРСР. Основні праці:
1. Наслідки довготермінових завбачень висот водопіль рік Дніпра, Прип'яті, Десни і Південного Бугу за 1928 рік. // Підсумки 5-річного досвіду завбачень. — К., 1928.
2. Катастрофічна повідь 1931 рік. на Дніпрі та її завбачення. — Харків, 1934.
3. Середній багаторічний стік, коефіцієнти стоку та їх розподіл по території УРСР. // Вісник метеорології та гідрології, 1935. № 5.